# Graveworm

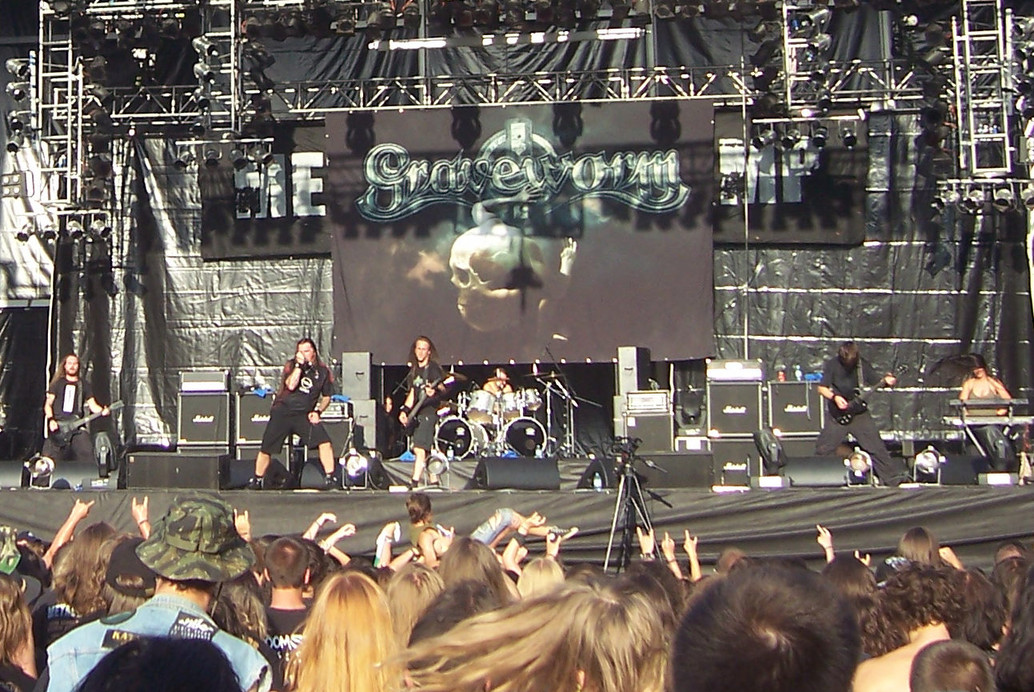
Graveworm in 2007

Graveworm is een band afkomstig uit Italië (Brunico) en staat voor een melodische mix van deathmetal en Symfonische black metal.
De band is actief sinds 1991 en staat onder contract bij Nuclear Blast Records.

## Bezetting
- Eric Righi - gitaar
- Florian Reiner - basgitaar
- Moe Harringer - drums
- Stefano Fiori - zang
- Stefan Unterpertinger - gitaar, keyboard

## Discografie

### Demo 97 (mc 1997)
Kant A:
1. Tears from My Eyes
2. Eternal Winds

Kant B:
1. Lost Yourself
2. When the Sky Turns Black

### Eternal Winds (ep 1997)
Kant A:
1. Eternal Winds

Kant B:
1. Tears from My Eyes

### When Daylight's Gone (cd 1997)
1. Awake
2. Lost Yourself
3. Far Away
4. Eternal Winds
5. Dark Silence
6. Tears from My Eyes
7. When the Sky Turns Black
8. Another Season
9. Aeons of Desolation

### Underneath the Crescent Moon (mcd 1998)
1. Awaiting the Shinning
2. Awake... Thy Angels of Sorrow
3. By the Grace of God
4. How Many Tears (Helloween-cover)

### As the Angels Reach the Beauty (cd 1999)
1. A Dreaming Beauty
2. Portrait of a Deadly Nightshade
3. Ceremonial Requiem
4. Nocturnal Hymns
5. Behind the Curtain of Darkness
6. Pandemonium
7. Prophecies in Blood
8. Into the Dust of Eden
9. Graveyard of Angels

### Scourge of Malice (cd 2001)
1. Dreaded Time
2. Unhallowed by the Infernal One
3. Abandoned by Heaven
4. Descending into Ethereal Mist
5. Threnody
6. Demonic Dreams
7. Fear of the Dark (Iron Maiden-cover)
8. In Vengeance of Our Wrath
9. Ars Diaboli
10. Sanctity within Darkness

### Engraved in Black (cd 2003)
1. Dreaming into Reality
2. Legions Unleashed
3. Renaissance in Blood
4. Thorns of Desolation
5. Abhorrence
6. Drowned in Fear
7. Beauty of Malice
8. Apparition of Sorrow
9. It's a Sin (Pet Shop Boys-cover)

### (N)Utopia (cd 2005)
1. I-The Machine
2. (N)Utopia
3. Hateful Design
4. Never Enough
5. Timeless
6. Which Way
7. Deep Inside
8. Outside Down
9. MCMXCII
10. Losing My Religion (R.E.M.-cover)

### Collateral Defect (cd 2007)
1. Reflections
2. Bloodwork
3. Touch of Hate
4. Suicide Code
5. The Day I Die
6. Fragile Side
7. I Need a Hero (Bonnie Tyler-cover)
8. Out of Clouds
9. Scars of Sorrow
10. Memories

### Diabolical Figures (cd 2009)
1. Vengeance Is Sworn
2. Circus of the Damned
3. Diabolical Figures
4. Hell's Creation
5. Forlorn Hope
6. Architects of Hate
7. New Disorder
8. Message in a Bottle (The Police-cover)
9. Ignorance of Gods
10. The Reckoning

### Fragments of Death (cd 2011)
1. Insomnia
2. Only Dead in Your Wake
3. Absence of Faith
4. Living Nightmare
5. The World Will Die in Flames
6. 不安の中で (Anxiety)
7. See No Future
8. The Prophecy
9. Remembrance
10. Old Forgotten Song
11. Where Angels Do Not Fly
12. Awake

### Ascending Hate (cd 2015)
1. The Death Heritage
2. Buried Alive
3. Blood, Torture and Death
4. To The Empire of Madness
5. Downfall of Heaven
6. Stillborn
7. Liars to the Lions
8. Rise Again
9. Son of Lies
10. Nocturnal Hymns II (The Death Anthem)
11. Runaway (Bon Jovi-cover, bonusnummer op de gelimiteerde editie)

### Killing Innocence (cd 2023)
1. A Nameless Grave
2. Dead Words
3. End of Time
4. Escorting the Soul
5. If the World Shut Down
6. In Honour of the Fallen
7. We Are the Resistance
8. Where Agony Prevails
9. Wicked Mind
10. Wrath of Gods